# 喜連川茂氏
喜連川 茂氏（きつれがわ しげうじ）は、江戸時代中期の大名。下野喜連川藩の第5代藩主。

## 生涯
元禄13年（1700年）12月2日（もしくは元禄15年（1702年））、第4代藩主・喜連川氏春の長男として生まれる。享保2年（1717年）5月15日、徳川吉宗に御目見し、享保6年（1721年）に父が死去したため跡を継いだ。弓術に秀で、一寸の強弓を扱う事で知られた。宝暦7年（1757年）12月25日、次男の氏連に家督を譲って隠居し、明和4年（1767年）5月15日に死去した。
民政に尽力し、特に治安の安定によく努めたという。そのため、茂氏の治世のもとで喜連川藩は一度も盗賊が現れず、夜も戸締りの必要なしとまで謳われ、茂氏自身も「民政安定の名君」と称された。しかし晩年は子の氏連が先立って若死にするなど、不幸でもあったという。

## 系譜
父母
- 喜連川氏春（父）

正室、継室
- 松平忠喬の娘（正室）
- 加藤泰恒の娘（継室）

子女
- 喜連川梅千代
- 喜連川氏連（次男）
- 前田長恭室
- 今川義泰室後に井上正延継室
- 山名豊暄正室

養女
- 玉淵尼 - 鎌倉東慶寺22世。1728年（享保13年）に高辻前中納言の娘が、東慶寺の住持になることを前提に入山したが、前例(喜連川尊信の娘の永山尼が21世)に倣い、一旦喜連川家の養女となってのち入山した。